# Pascali (Rose)
Die Rosensorte Pascali (syn. LENip und Blanche Pascal) wurde von Louis Lens 1963 aus den Sorten 'Queen Elizabeth' × 'White Butterfly' gezüchtet. 

## Eigenschaften und Verwendung
'Pascali' ist eine moderne öfterblühende, gesunde und winterharte Rose aus der Gruppe der Teehybriden. Die Blüten sind cremeweiß, zur Mitte hin leicht gelblich schattiert. Sie hat einen leichten Teerosen-Duft.  Sie wird 75 bis 200 cm hoch und kann als Beetrose gepflanzt oder im Kübel gehalten werden. Sie eignet sich auch für alpine Lagen. 
1991 wurde sie als Weltrose gewählt.

## Auszeichnungen
- Den Haag Gold Medaille 1963
- Portland Gold Medaille 1967
- Rose des Jahres Neuseeland 67
- All American Selection Winner 1969
- Weltrose 1991